# Riachinho (Tocantins)
Pour les articles homonymes, voir Riachinho.
Riachinho est une municipalité brésilienne située dans l'État du Tocantins.